# Laboulaye
Laboulaye is een plaats in het Argentijnse bestuurlijke gebied Pte. Roque Sáenz Peña in de provincie Córdoba. De plaats telt 19.908 inwoners.